# Keith Richards
Keith Richards (sinh ngày 18 tháng 12 năm 1943) là nghệ sĩ chơi guitar chính và đồng sáng lập của ban nhạc rock người Anh, The Rolling Stones. Tạp chí Rolling Stone gọi ông là người "gảy guitar xuất sắc nhất" và xếp ông ở vị trí số 4 trong danh sách "100 tay guitar vĩ đại nhất". Có tới 14 ca khúc mà ông cùng Mick Jagger viết cho The Stones được nằm trong danh sách "500 bài hát vĩ đại nhất" cùng của tạp chí trên. Keith Richards cũng là người khá nổi tiếng với việc tuyên bố công khai sử dụng ma túy vào cuối những năm 60 đầu những năm 70.